# Russian Roulette (album)
Russian Roulette – siódmy album studyjny niemieckiego zespołu heavymetalowego Accept wydany 21 kwietnia 1986 roku. Jest to ostatni aż do wydania Objection Overruled z 1993 roku album z udziałem Udo Dirkschneidera.

## Lista utworów
1. "T.V. War" - 3:29
2. "Monsterman" - 3:26
3. "Russian Roulette" - 5:22
4. "It's Hard to Find a Way" - 4:19
5. "Aiming High" - 4:24
6. "Heaven Is Hell"" - 7:12
7. "Another Second to Be" - 3:19
8. "Walking in the Shadow" - 4:27
9. "Man Enough to Cry" - 3:14
10. "Stand Tight" - 4:05

## Twórcy
| - Udo Dirkschneider - śpiew - Wolf Hoffmann - gitara - Jörg Fischer - gitara - Peter Baltes - gitara basowa - Stefan Kaufmann - perkusja | - Deaffy – koncept okładki, słowa - Michael Wagener – nagrywanie - Mark Dodson – miksowanie - Bob Ludwig – mastering - Didi Zill – zdjęcia |